# Hermopolis Magna
Hermopolis Magna (auch Hermupolis; altägyptisch Chemenu) ist der griechisch-lateinische Name der Hauptstadt des 15. oberägyptischen Gaues („Hasengau“). Hermopolis Magna liegt in unmittelbarer Nähe zum modernen Ort el-Aschmunein.
Sie liegt in etwa auf der Hälfte der Nord-Süd-Ausstreckung Ägyptens auf dem Westufer des Nils. Die Stadt Tell el-Amarna, Echnatons ehemalige Hauptstadt Achet-Aton, befindet sich fast auf gleicher Höhe auf der Ostseite.

## Archäologische Belege
Aus der Frühzeit sind nur einzelne Streufunde bekannt. Im Alten Reich war Hermopolis („Stadt des Hermes“ bzw. „Stadt des Thot“; die Griechen identifizierten den altägyptischen Gott Thot mit Hermes) bereits ein Kultzentrum für Thot. Archäologisch sind aber noch keine Spuren eines Tempels belegt.
Auch die Gauverwaltung befand sich hier wohl seit dem Alten Reich. Im nahe gelegenen Steinbruch von Hatnub wurde gelegentlich Alabaster für den König (Pharao) abgebaut.
In der Ersten Zwischenzeit wurden die Gaufürsten selbständig und übernahmen die Steinbrüche in ihren Zuständigkeitsbereich. Im Mittleren Reich wurde von Amenemhet II. ein Tempel des Thot gebaut.
Sesostris III. beendete das Gaufürstentum, und in der Zweiten Zwischenzeit stellte sich Hermopolis auf die Seite der Hyksos und verteidigte die Südgrenze des Reiches gegen die Thebaner.
Im Neuen Reich wurde der Thot-Tempel von Hatschepsut restauriert, Amenophis II. errichtete eine Kapelle und Amenophis III. stiftete für den Tempel Pavianstatuen. Ramses II. erweiterte den Tempelbezirk um eine Umfassungsmauer mit Eingangspylon und begann außerdem einen kleinen Amuntempel südwestlich des Thottempels zu errichten. Weiter südlich begann er einen weiteren Tempel, der vielleicht dem Gott Ptah zugeschrieben werden kann und von Merenptah vollendet wurde. Merenptah ließ auch am Amuntempel weiterbauen, der jedoch erst unter Sethos II. fertiggestellt wurde. Mehrere Kapellen innerhalb des Thotbezirkes lassen sich Ramses III. zuschreiben.
In der Saïtenzeit wuchs der Thot-Kult weiter an, und unter Nektanebos I. wurden Neubauten und Restaurierungsarbeiten im Tempelbezirk durchgeführt.
Weitere Bautätigkeiten lassen sich unter Nektanebos II., Petosiris, Alexander III. und IV. sowie den Ptolemäern nachweisen. Eine große Portikus von Philipp III. Arrhidaios stand noch am Beginn des 19. Jahrhunderts und wird in zahlreichen Werken früher Expeditionen abgebildet. Sie ist heute so gut wie vollständig verschwunden. Sie bestand aus zwei Reihen von jeweils sechs Säulen und bildete den Eingang zu einem sonst weitestgehend verschwundenen Tempel, von dem sich nur noch einige Blöcke der Fassade fanden. Vor allem in römischer Zeit war das Stadtinnere ganz im hellenistischen Stil ausgebaut mit einer Basilika und anderen hellenistischen Gebäuden. Von dem römischen Kaiser Domitian fanden sich Reste eines Tempels im ägyptischen Stil. Auch hier konnten nur noch einzelne Reliefblöcke kopiert werden. Ein Plan des Tempels konnte bei den Ausgrabungen nicht mehr festgestellt werden.

## Weitere Funde
Zu den bedeutenden Funden zählen die in Hermopolis gefundenen sogenannten Talatat aus der Regierungszeit Echnatons. Die zahlreichen kleinen Blöcke wurden im Tempel Ramses II. gefunden und stammen höchstwahrscheinlich aus dem nahe gelegenen Amarna.

## Religion
Der Hauptgott von Hermopolis war der Mondgott Thot, der „Herr von Chemenu“, als dessen heilige Tiere Pavian und Ibis gelten. Die Griechen setzten ihn mit Hermes gleich. Der Gott des Wissens und Schreibens erhielt als Stadtgott die lokale Rolle des Schöpfergottes. Seine Gemahlin war ursprünglich wohl die hasengestaltige Göttin Unut, die „Herrin von Wenu“, die zur Zeit des Neuen Reiches dann Nehemetawai wird. Im Mythos von Horus und Seth hat er die Rolle des Schiedsrichters zwischen den beiden inne.
Des Weiteren ist der Gaugott Aha belegt, sowie Schepsi in Chemenu, der lunare Züge trägt. Chemenu, der ägyptische Name der Siedlung, bedeutet Achtheit, was für eine achtköpfige Göttergruppe von Hermopolis steht. Deren Gestalten tragen Schlangen-, Frosch- und Widderköpfe. Zur Zeit der Geburt Christi gab es auch eine große Judenkolonie in Hermopolis Magna.